# Det heliga trädets frukter
Det heliga trädets frukter (persiska دانه‌ی انجیر معابد Dāne-ye anjīr-e ma'ābed) är en iransk dramafilm från 2024, regisserad av Mohammad Rasoulof.
Filmen hade premiär vid filmfestivalen i Cannes 2024, där den deltog i tävlan om Guldpalmen. Filmen vann jurypriset. Den nominerades även för bästa internationella film vid Golden Globe Awards, British Academy Film Awards och Oscarsgalan 2025. Filmens regissör dömdes till åtta års fängelse av de iranska  myndigheterna, men lyckades fly till Tyskland.
Det heliga trädets frukter hade biopremiär i Sverige den 7 mars 2025, utgiven av Triart Film.

## Handling
Filmen handlar om en imam verksam som domare vid de islamiska revolutionsdomstolarna i Iran. Han drabbas av paranoia i följden av de omfattande protesterna i Iran 2022.

## Rollista
| Soheila Golestani     | – Najmeh          |
| Missagh Zareh         | – Iman            |
| Mahsa Rostami         | – Rezvan          |
| Setareh Maleki        | – Sana            |
| Niousha Akhshi        | – Sadaf           |
| Amineh Mazrouie Arani | – kvinnan i bilen |
| Reza Akhlaghirad      | – Ghaderi         |
| Shiva Ordooie         | – Fateme          |